# Liste der Bodendenkmale in Könnern
In der Liste der Bodendenkmale in Könnern sind alle Bodendenkmale der Stadt Könnern und ihrer Ortsteile aufgelistet. Grundlage ist die Veröffentlichung der Landesdenkmalliste mit Stand vom 25. Februar 2016.  Die Baudenkmale sind in der Liste der Kulturdenkmale in Könnern aufgeführt.
| Denkmal-ID | Fundart             | Ortsteil  | Bezeichnung                                      | Zeitstellung | Lage | Bemerkungen | Bild |
| ---------- | ------------------- | --------- | ------------------------------------------------ | ------------ | --- | --- | ---- |
| 428311117  | besonderer Stein    | Beesedau  | Bauernstein                                      | undatiert    | im Ort, Dorfstraße 14 (Lage) | Quadratische Platte, ca. 110 × 110 × 15 cm, 30 cm hoher Sockel, gut erhalten, ältere Restaurierungen. |      |
| 428300484  | Befestigung > Burg  | Cörmigk   | Flache Spornburg                                 | Mittelalter  | W-Ortslage, überbaut, Kirche im Zentrum der Anlage (Lage)                                                                                             | oberflächlich nur durch Geländerelief nachvollziehbar, zum Großen Teil überbaut. Kirchanger, Kirche, Pfarrhaus eventuell Flächenteile der ehemaligen Burg |      |
| 428311144  | besonderer Stein    | Mukrena   | Bauernstein                                      | undatiert    | Türschwelle Stall auf Gehöft Mukrena Nr. 13 (Lage) | 1,5 × 0,75 × 0,5 m. Ursprünglicher Standort unter der Dorfeiche im Dorfzentrum, dort heute ein kleinerer Stein, vielleicht 0,5 × 0,5 × 0,4 m. |      |
| 428311146  | besonderer Stein    | Nelben    | Bauernstein                                      | undatiert    | Dorfzentrum, östlich der Dorfstraße an kleiner Brücke (Lage)                                                                                          | Zylindrisch geformter roter Sandstein, 0,85 × 0,85 m, gut erhalten, leicht angewittert. |      |
| 428311150  | besonderer Stein    | Piesdorf  | Menhir – ‚Dicker Stein‘                          | undatiert    | östl. am Feldweg nach Gerbstedt (Lage) | Aufgerichtet an der Grenze zweier Ackerstreifen, vermutl. auf ehemaligem Grabhügel; dunkler, unbearbeiteter Braunkohlenquarzit, NO-Seite blasig, SO-Seite mit 6 cm tiefem Bohrloch (Sprengloch). Höhe 1,40 m, Breite 0,60 m.                                                   |      |
| 428311149  | Grabmal > Grabhügel | Trebnitz  | Grabhügel (?)                                    | undatiert    | nordwestl. des Ortes (Lage) | Länglicher Hügel mit randlicher Bebauung, ca. 1,5 m hoch, Form evtl. durch Anschüttungen bei Bebauung? Unsicher, ob tatsächlich Grabhügel. |      |
| 428311155  | besonderer Stein    | Wiendorf  | Bauernstein                                      | undatiert    | vor der Dorfkirche an der Hauptstraße (Lage) | 2,0 × 1,6 m, Quarzit. |      |
| 428311156  | besonderer Stein    | Zellewitz | umgesetzte Steinplatte Bauernstein ‚Fehmgericht‘ | Mittelalter  | Südwestecke der Saaleinsel über dem Wehr, im südlichen Bereich zw. Nelben und Rothenburg, 120 m vor der Südspitze im ehemaligen ‚Wilden Busch‘ (Lage) | Steintisch mit Untersatz, Länge 1,80 m, Breite 1,80 m, Dicke 0,20–0,30 m, Roter Sandstein. In einer gemauerten Nische, Stützen aus Bruchstein. Ehemaliger Standort Kreuzung der Straßen Hettstedt–Rothenburg und Nelben–Zickeritz. In der Literatur auch als Menhir angesehen. |      |